# Secrétaire adjoint à la Sécurité intérieure des États-Unis
Le secrétaire adjoint à la Sécurité intérieure des États-Unis (en anglais : United States Deputy Secretary of Homeland Security) est un haut responsable du département de la Sécurité intérieure (DHS), dont il assure la gestion quotidienne.

## Fonctions
Selon la section 113 du titre 6 Code des États-Unis, le secrétaire adjoint constitue « le premier assistant du secrétaire à la Sécurité intérieure », ce qui fait de lui son successeur par intérim en cas de décès, démission ou incapacité à remplir ses fonctions pour un délai maximum de 210 jours, conformément aux dispositions des sections 3345 et 3346 du titre 5,.

## Désignation
Cette même section 113 du titre 6 USC dispose que le secrétaire adjoint est nommé par le président des États-Unis et fait l'objet d'une confirmation par le Sénat.

### Serment
Après sa confirmation, le secrétaire adjoint prête serment, selon un texte commun à l'ensemble des élus fédéraux et hauts fonctionnaires.
La formule est ainsi prononcée : 
- En anglais

« I, AB, do solemnly swear (or affirm) that I will support and defend the Constitution of the United States against all enemies, foreign and domestic; that I will bear true faith and allegiance to the same; that I take this obligation freely, without any mental reservation or purpose of evasion; and that I will well and faithfully discharge the duties of the office on which I am about to enter. So help me God. »

- Traduction en français

« Moi, [nom du titulaire], je jure (ou affirme) solennellement que je soutiendrai et défendrai la Constitution des États-Unis tout ennemi, extérieur ou intérieur, que je montrerai loyauté et allégeance envers celle-ci, que je prends cette obligation librement, sans aucune réserve intellectuelle ni esprit de m'en distraire, et que je vais bien et loyalement m'acquitter des devoirs de la charge que je m'apprête à prendre. Que Dieu me vienne en aide. »